# 7526 Ohtsuka
7526 Ohtsuka este un asteroid din centura principală de asteroizi.

## Descriere
7526 Ohtsuka este un asteroid din centura principală de asteroizi. A fost descoperit pe 2 ianuarie 1993 la Oohira de Takeshi Urata. Asteroidul prezintă o orbită caracterizată de o semiaxă mare de 2,47 ua, o excentricitate de 0,27 și o înclinație de 4,2° în raport cu ecliptica.